# Wangenpiercing
Ein Wangenpiercing (englisch cheek piercing) ist ein Gesichtspiercing in der Wange. Entsprechend dem Grübchen, wie es bei manchen Menschen im Wangenbereich vorkommt, wird es auch englisch Dimple-Piercing genannt.
Es wird oft an der Stelle eines Grübchens gestochen. Da in dieser Region wichtige Arterien und Nerven verlaufen, sollte es nur von einem professionellen Piercer durchgeführt werden.

## Schmuck
Eingesetzt wird in der Regel ein Labret-Stecker mit einer Materialstärke von 1,6 Millimetern, der besonders beim Ersteinsatz nach dem Stechen, wegen der verhältnismäßig starken Schwellung der Wange, Überlänge besitzt. Nach Abheilung des Piercings kann die Länge angepasst werden. Die Heilung dauert etwa sechs bis acht Wochen.

## Geschichte und Kultur

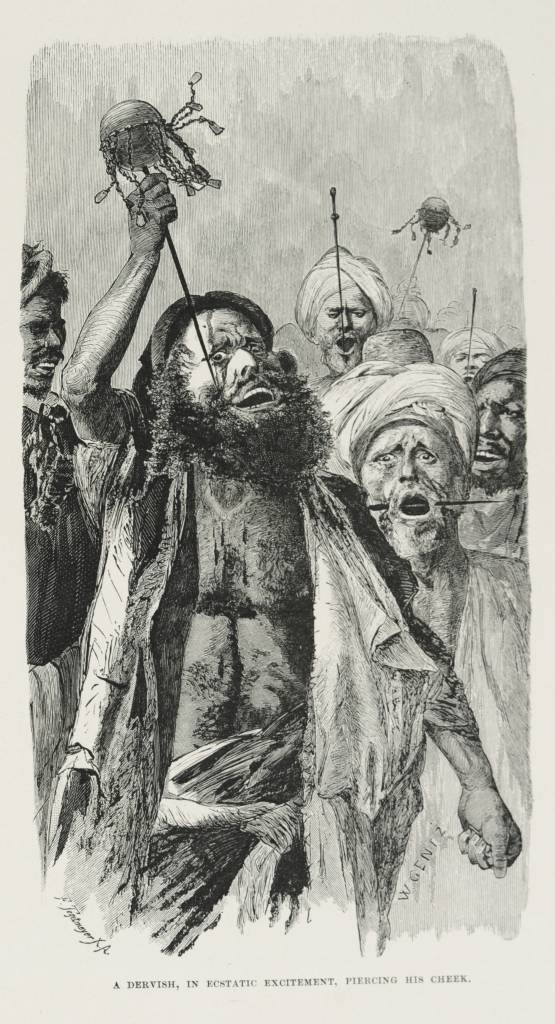
Derwische in Ägypten auf einer Zeichnung von 1878

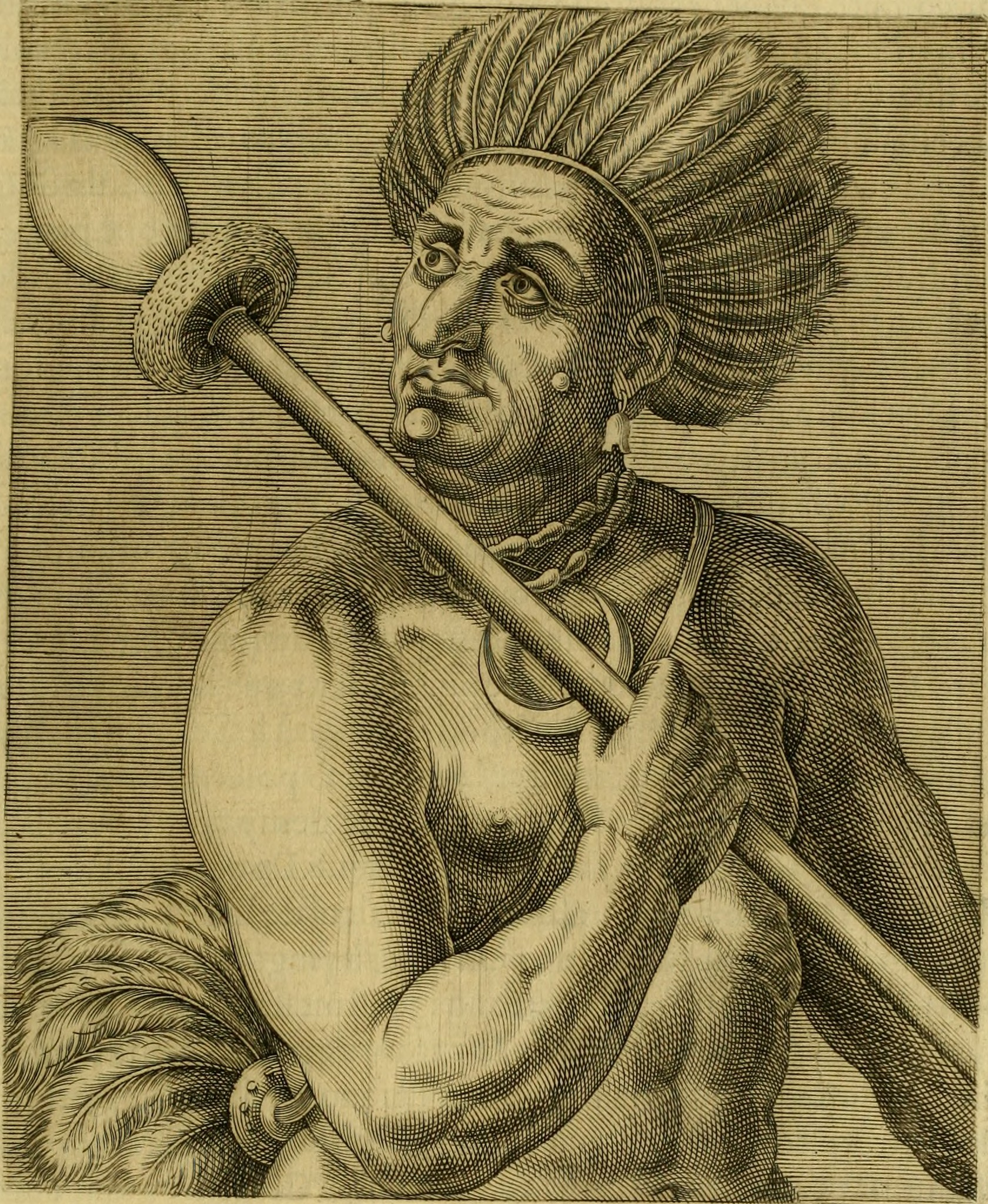
Cunhambebe

Das Wangenpiercing wird, im Vergleich zu dem ähnlich platzierten Labret-Piercing, seltener als dauerhafter Schmuck getragen und ist häufig Bestandteil spiritueller Rituale. So wird es beispielsweise als temporäres Piercing auf dem Fest der neun Kaisergötter in Phuket sowie dem Thaipusam in Malaysia durchgeführt, wobei die Mönche in Trance verfallen und sich verschiedene Gegenstände mit Durchmessern von teilweise mehreren Zentimetern einsetzen.

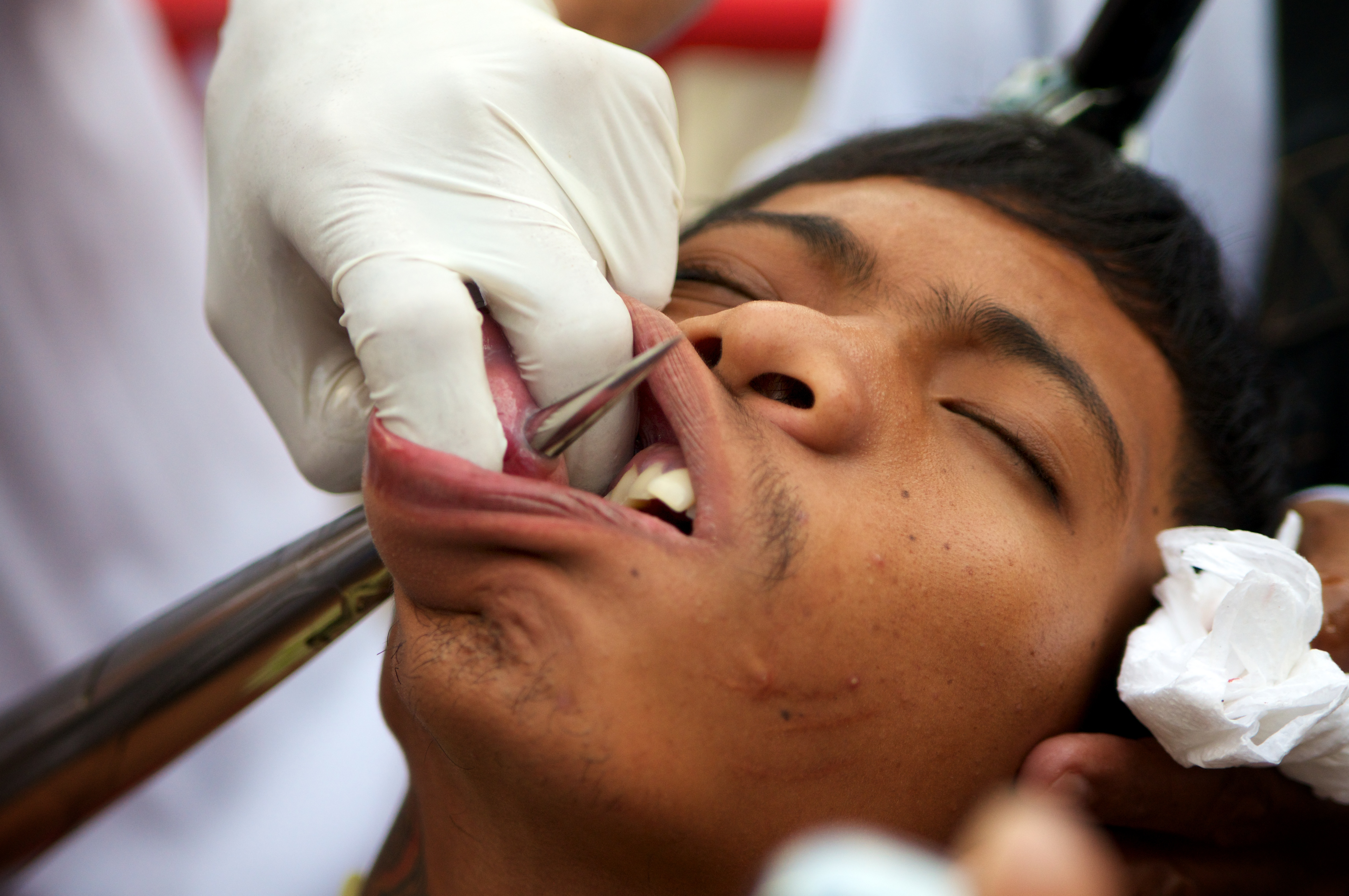
Rituelles Durchstechen der Wange auf dem Fest der neun Kaisergötter

Cunhambebe, der Häuptling aus dem 16. Jahrhundert, der einst an der Küste Brasiliens lebenden Volk Tupinambá, trug laut Abbildungen symmetrisch angeordnete Wangenpiercings, kombiniert mit einem Labret-Piercing.
Aus Ägypten sind des Weiteren auch Derwische der Ilwaneeyeh-Sekte bekannt, die neben dem angeblichen Schlucken von Glas und glühenden Kohlen auch öffentlich das Durchstechen ihrer Wangen mit Spießen vorführten, ohne dabei einen Blutverlust zu erleiden.

Ein Bettler in China mit einem Piercing durch die Wange auf einer Zeichnung von Joan Nieuhof (1665)

Im westlichen Kulturkreis wurde das Wangenpiercing vor allem im Laufe der 1990er Jahre als Modeschmuck und vergleichsweise seltene Variation des Body Piercings bekannt. Für ein symmetrisches Erscheinungsbild wird es meist beidseitig getragen. In der Öffentlichkeit ist die US-amerikanische Schauspielerin Amanda Bynes für ihre Wangenpiercings bekannt, die sie zeitweise getragen hatte.
Das Dehnen oder Einschneiden der Wangen zum Tragen größerer Schmuckstücke, wird an dieser Stelle kaum praktiziert. Einige Träger solcher Cheek-Plugs, für die die Wangenpiercings auf mehrere Zentimeter geweitet werden und den in Afrika und Amerika vorkommenden Tellerlippen ähnlich sind, sind allerdings gerade wegen jener ungewöhnlichen Variante innerhalb der Body-Modification-Szene bekannt. So beispielsweise der Modern Primitive ZygZag, auch Fishmaul oder Fishmouth genannt. Eine internationale Berichterstattung fand auch über den deutschen Joel Miggler in der Boulevardpresse statt, der sich neben weiteren Körpermodifikationen ebenfalls geweitete Plugs einsetzen ließ.

## Risiken
Das Cheek-Piercing gehört zu den eher gefährlicheren Piercingarten, da in diesem Bereich wichtige Nervenbahnen verlaufen. Werden diese ungünstig getroffen, kann es zu Beeinträchtigungen der Mimik im Mundbereich sowie zu Taubheitsgefühlen kommen. Es sollte daher nur von erfahrenen Piercern gestochen werden. Den Bereich des Piercings vorher zu durchleuchten kann die Gefahr reduzieren.
Weiterhin ist zu beachten, dass Cheek-Piercings nach der Abheilung an dieser Stelle Grübchen erzeugen können. Beim Herausnehmen des Schmucks bleiben die Grübchen meist sichtbar zurück.
Das versehentliche Beißen auf den Schmuck kann Zahnschäden verursachen.